# فريدريك بيترز (سياسي)
فريدريك بيترز هو سياسي كندي، ولد في 8 أبريل 1851 في تشارلوت تاون في كندا، وتوفي في 29 يوليو 1919 في برينس روبيرت في كندا. حزبياً، نشط في الحزب الليبرالي في جزيرة الأمير إدوارد ‏. وقد انتخب رئيس وزراء جزيرة الأمير إدوارد ‏ (27 أبريل 1891 – 27 أكتوبر 1897).